# 동고비

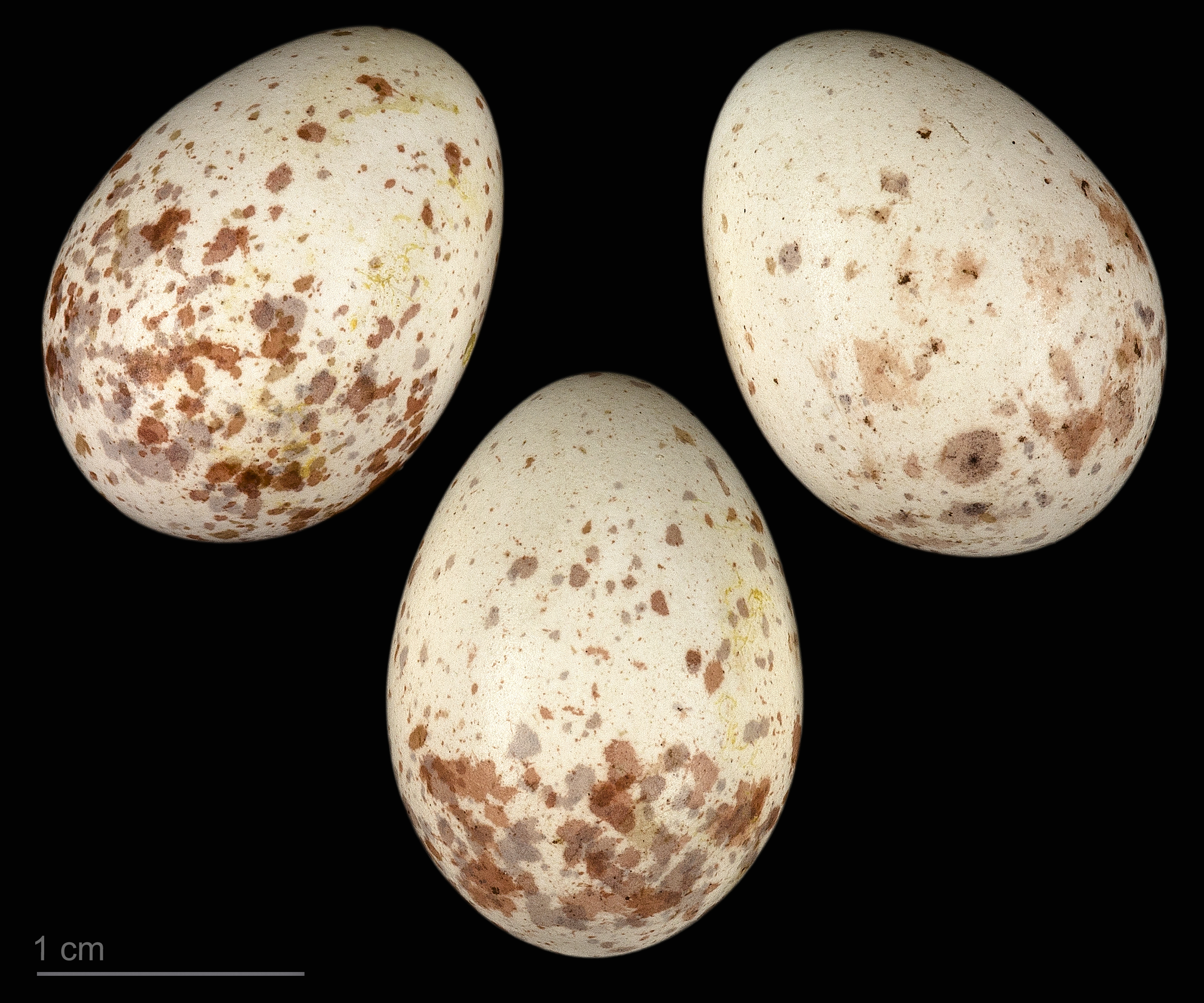
Sitta europaea

동고비(Sitta europaea)는 동고비과의 한 종으로 한국에서는 텃새이다. 몸길이는 14cm정도이다. 몸은 윗면이 회색빛을 띠는 청색이고 배는 노란색을 띠며 눈에 검은 선이 있다. 나무를 거꾸로 타거나 오르내릴 수 있다. 이 종은 유라시아에서 사는 종으로, 서식지는 활엽수림에서 딱따구리가 살았던 나무 구멍 등에서 서식한다. 먹이는 곤충류나 식물의 씨앗 등을 먹는다.